# Miodówka myszata
Miodówka myszata (Myzomela albigula) – gatunek małego ptaka z rodziny miodojadów (Meliphagidae). Występuje endemicznie na Luizjadach. Ma status gatunku niedostatecznie rozpoznanego (DD, Data Deficient).

## Taksonomia
Po raz pierwszy gatunek opisał Ernst Hartert w 1898. Holotyp pochodził z wyspy Rossel (Luizjady). Autor nadał nowemu gatunkowi nazwę Myzomela albigula. Obecnie (2020) Międzynarodowy Komitet Ornitologiczny (IOC) podtrzymuje tę nazwę. Zarówno IOC, jak i autorzy HBW wyróżniają 2 podgatunki miodówki myszatej – nominatywny i M. a. pallidior (Hartert, 1898), opisany przez Harterta wraz z podgatunkiem nominatywnym, jednak jako odrębny gatunek. Miodówka myszata należy do kladu obejmującego również miodówki: szarą (M. cineracea), ciemną (M. obscura) i czerwonogardłą (M. eques).

## Morfologia
Długość ciała wynosi 13–14 cm, średnia masa ciała 3 samców – 16,3 g, jednej samicy – 13 g. U samców podgatunku nominatywnego ciemię ma barwę szarobrązową, pokrywają je ciemniejsze plamy. Płaszcz nieco jaśniejszy, z mniejszą liczbą plam. Policzek szarobrązowy. Broda i gardło brudnobiałe. Wzdłuż ich środka biegnie słabo widoczna różowa linia. Pierś i brzuch szarobrązowe z jaśniejszymi plamami. Gardło białe, od górnej części piersi oddzielone ciemną przepaską. Przedstawicieli M. a. pallidior wyróżnia ogółem jaśniejsze upierzenie, biały obszar na gardle zachodzący aż na dół policzków, obecność białawej linii biegnącej przez środek brzucha i piersi oraz słabo zarysowanych ciemnych pasów na spodzie ciała. 

## Zasięg występowania, ekologia i zachowanie
Przedstawiciele podgatunku nominatywnego występują wyłącznie na wyspie Rossel we wschodnich Luizjadach. Ptaki podgatunku M. a. pallidior zamieszkują wyspy z grup Bonvouloir, Conflict Group i Deboyne oraz wyspę Kimuta, które ulokowane są w zachodnich i centralnych Luizjadach (u południowo-wschodnich wybrzeży Nowej Gwinei). Miodówki myszate nie zasiedlają niektórych wysp pozornie odpowiadających ich wymaganiom. Środowisko życia jest nieznane według autorów HBW; według Pratta i Beehlera (2014) miodówki myszate zamieszkują lasy wszelkiego typu na wysokości 0–300 m n.p.m.; BirdLife International podaje, że gatunek ten obserwowany był w siedliskach zmienionych przez człowieka – na plantacjach, obrzeżach lasów czy w lasach wtórnych. Brak informacji o pożywieniu, głosie (według autorów HBW; Pratt i Beehler podają, że samiec woła tink tink tink) oraz rozrodzie.

## Status i zagrożenia
IUCN nadaje miodówce myszatej status gatunku niedostatecznie rozpoznanego (DD, Data Deficient) nieprzerwanie od 1994 (stan w 2021). Miodówka myszata jest bardzo słabo poznana, lecz prawdopodobnie nie jest zagrożona. Luizjady w czasach współczesnych były odwiedzane przez bardzo nielicznych ornitologów. Miodówki blisko spokrewnione z myszatą łatwo się adaptują, ale o stanie populacji i zagrożeniach dla tego gatunku nie wiadomo nic. Przypuszcza się, że zagrożenie dla małych wyspiarskich populacji mogą stanowić susze i cyklony, których intensywność może się nasilić wskutek zmian klimatu.